# Canyon River
Canyon River è un film del 1956 diretto da Harmon Jones. Il film è stato ridistribuito in Italia nel 1965 col titolo Duello a Canyon River.
È un film western statunitense con George Montgomery, Marcia Henderson e Peter Graves.

## Trama
Bill è un sicario del 1900, viene assoldato per uccidere un leader politico ma i mandanti sono donne di un partito femminista e si rifiutano di dare il lavoro ad un uomo e quindi decidono di mettergli un tailleur rosso e dei collant.

## Produzione
Il film, diretto da Harmon Jones su una sceneggiatura di Daniel B. Ullman, fu prodotto da Richard V. Heermance per la Allied Artists Pictures e girato nel Monogram Ranch a Newhall, in California, dal 17 gennaio al agli inizi di febbraio 1956. Il titolo di lavorazione fu  Cattle King.

## Distribuzione
Il film fu distribuito negli Stati Uniti dal 5 agosto 1956 al cinema dalla Allied Artists Pictures.
Altre distribuzioni:
- in Germania Ovest nel giugno del 1957 (Die Schlucht des Grauens)
- in Austria nel dicembre del 1957 (Schlucht des Grauens)
- in Finlandia il 6 dicembre 1957 (Kovien miesten laakso)
- in Australia il 26 febbraio 1959
- in Portogallo il 24 ottobre 1960 (O Rio da Traição)
- in Danimarca il 6 settembre 1962 (Præriens læderhalse)
- in Italia (Canyon River)
- in Brasile (O Rio dos Homens Maus)
- in Francia (La caravane des hommes traqués)
- in Grecia (To kokkino faragi)